# Adlerhorst

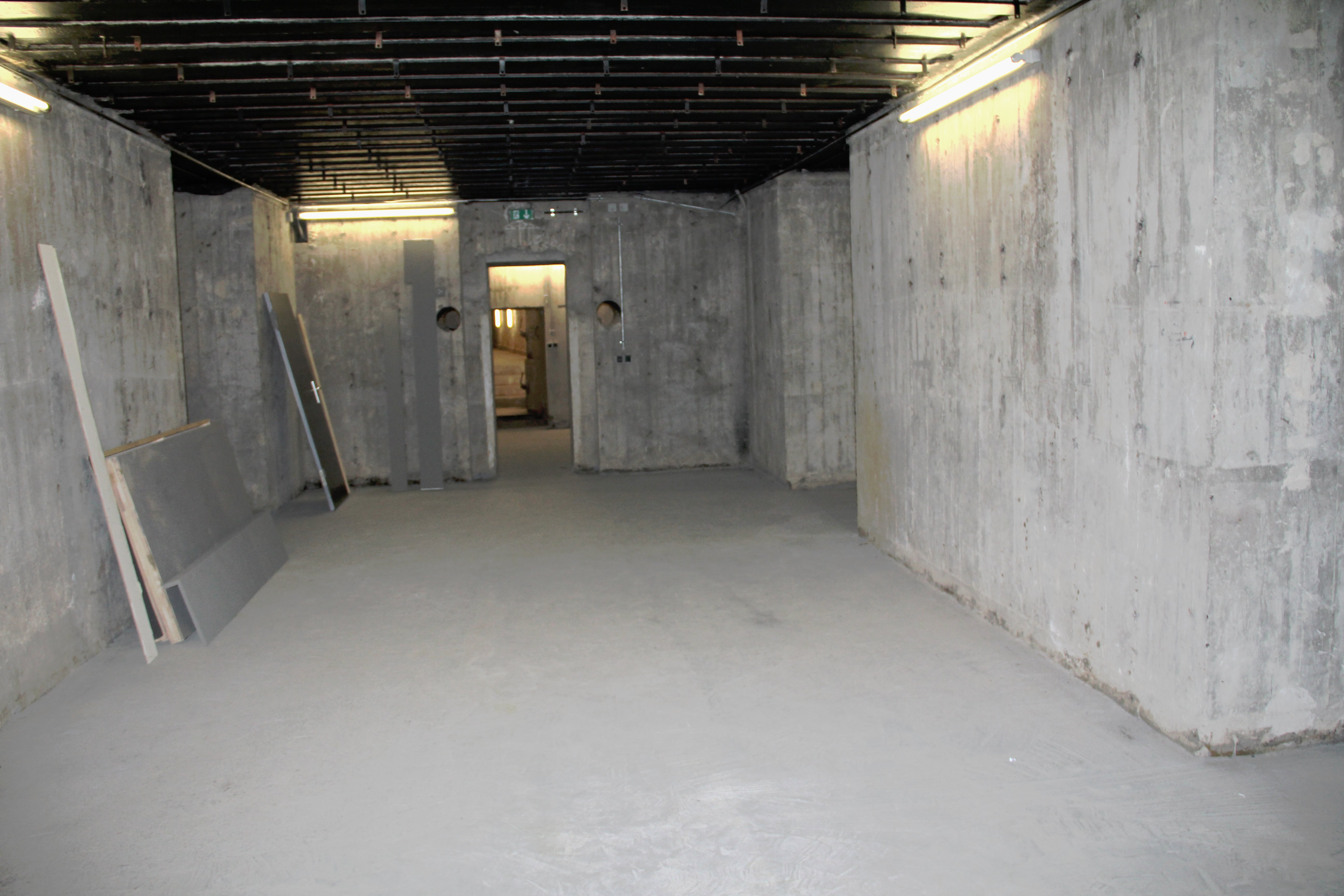
Interiörbild från en bunker under slottet Kransberg, som ingick i Adlerhorst.

Adlerhorst, på svenska Örnnästet, var ett av Adolf Hitlers bunkerkomplex som användes som hans högkvarter under Ardenneroffensiven i december 1944 till januari 1945. Det är beläget i Hessen cirka 40 km norr om Frankfurt am Main. Det är det enda av Hitlers högkvarter som verkligen hade namnet Örnnästet, ett namn som brukar förknippas med Berghof, Kehlsteinhaus eller Burg Hohenwerfen i förbundslandet Salzburg i centrala Österrike .
Till skillnad från de andra tre platserna var Adlerhorst topphemligt före och under kriget. Det var först tänkt att användas som Adolf Hitlers högkvarter under Operation Seelöwe, invasionen av Storbritannien, som aldrig sattes i verket. Den byggdes runt slottet Ziegenberg 1939-1940 och hade en sammanlagd yta på 3800 m². Sju bunkrar låg delvis ovan jord och de kamouflerades så att de såg ut som vanliga byggnader.
Adolf Hitler lämnade Adlerhorst den 15 januari 1945 och flyttade så småningom in i bunkern i Berlin där han blev kvar till sin död strax före krigsslutet. Adolf Hitlers högkvarter flyttade med och installerade sig i Berlin i mitten av februari men Adlerhorst fortsatte användas av andra befälhavare. När de allierade fick kännedom om platsen och dess funktion attackerades det först med bomber. Tyskarna evakuerade och sprängde sedan större delen innan platsen erövrades av amerikanska styrkor 30 mars 1945.
De två bunkrarna Wachhaus, vakthuset, och Pressehaus, informationshuset, klarade sig oskadda trots att dessa låg ovan jord. De allierade bomberna missade dessa och de förstördes inte av den tyska militären. Antingen på grund av att dessa bemannades nästan uteslutande av civilpersonal eller för att det helt enkelt missades i brådskan. Dessa finns kvar idag i välbevarat skick.
Det stora garaget, Kraftfahrzeughalle, med plats för personal och 15 stycken fordon klarade sig också och användes av de allierade styrkorna till 1947. Det blev senare militärsjukhus men i slutet av 1970-talet revs stora delar av det.
Slottet Zeigberg låg i ruiner i tjugo år då en restaurering påbörjades men slutade i bankrutt. År 1987 byggdes slottet upp med lyxiga andelslägenheter.